# Paectes maricia
Paectes maricia är en fjärilsart som beskrevs av William Schaus 1938. Paectes maricia ingår i släktet Paectes och familjen nattflyn. Inga underarter finns listade i Catalogue of Life.